# Brouwerij Bosteels
Brouwerij Bosteels is een Belgische bierbrouwerij in het Oost-Vlaamse Buggenhout die sinds 2016 eigendom is van AB InBev.

## Zeven generaties
Brouwerij Bosteels werd opgericht in 1791 door Evarist Bosteels en is tot op heden reeds 7 generaties in handen van dezelfde familie. Achtereenvolgens werd de brouwerij geleid door stichter Everarist, Jozef, Martin, Leon, Antoine, Ivo en Antoine Bosteels. In 2014 kwam een deel van de brouwerij evenwel in handen van het overnamefonds Waterland Private Equity Investments. Op 8 september 2016 werd bekendgemaakt dat de brouwerij overgenomen ging worden door biergigant AB InBev, Antoine Bosteels blijft echter voorzitter van de Raad van Bestuur en zal ook operationeel betrokken blijven om de bedrijfscontinuïteit te garanderen. Bovendien zullen de brouwactiviteiten gezeteld blijven in Buggenhout.
De statige herenwoning - uit 1859 - die rechts van de brouwerij staat is van de hand van architect Louis Minard (1801-1875), onder meer de ontwerper van de Minardschouwburg in Gent.

## Bier & Burgemeesters
Vroeger werd de politiek in Buggenhout gedomineerd door de twee plaatselijke brouwfamilies die ook sterk betrokken waren bij de lokale nijverheid: zo wisselde de macht over de gemeente regelmatig tussen de familie Bosteels en familie De Landtsheer (van brouwerij De Landtsheer). Frans Bosteels, de zoon van Jozef, was gedurende 13 jaar burgemeester van Buggenhout. Antoine, de grootvader van de huidige beheerder, stond 50 jaar aan de leiding van het bedrijf en was van 1943 tot 1958 burgervader.

## Groei
Doorheen de jaren is brouwerij Bosteels sterk gegroeid. Tripel Karmeliet is daarbij hun grootste succesbier. De voorbije jaren werd de productie reeds sterk opgedreven, maar kan nog steeds niet aan de vraag voldoen. In 2011, 2012 en 2013 gebeurt daarom telkens een investering van 3 miljoen euro. De totaalomzet in 2011 bedroeg 17,2 miljoen euro, met een totale productie van 90.000 hl bier. In 2013 was de omzet gestegen tot 24 miljoen euro, met een bedrijfswinst van 5,9 miljoen. De productie in 2015 bedroeg 145.000 hl. Op 8 september 2016 werd bekendgemaakt dat de brouwerij zal overgenomen worden door AB InBev.

## Bieren
- Pauwel Kwak
- Tripel Karmeliet, gebrouwen met drie granen
- DeuS, een aperitiefbier
- Monte Cristo, een op eiken gerijpte gerstewijn van 11,5% met een infusie van droge sherry[4]

### Niet meer in productie
- Prosit Pils
- 't Zelfde
- Bosteels Pils